# Braunschweig-Klasse (1953)

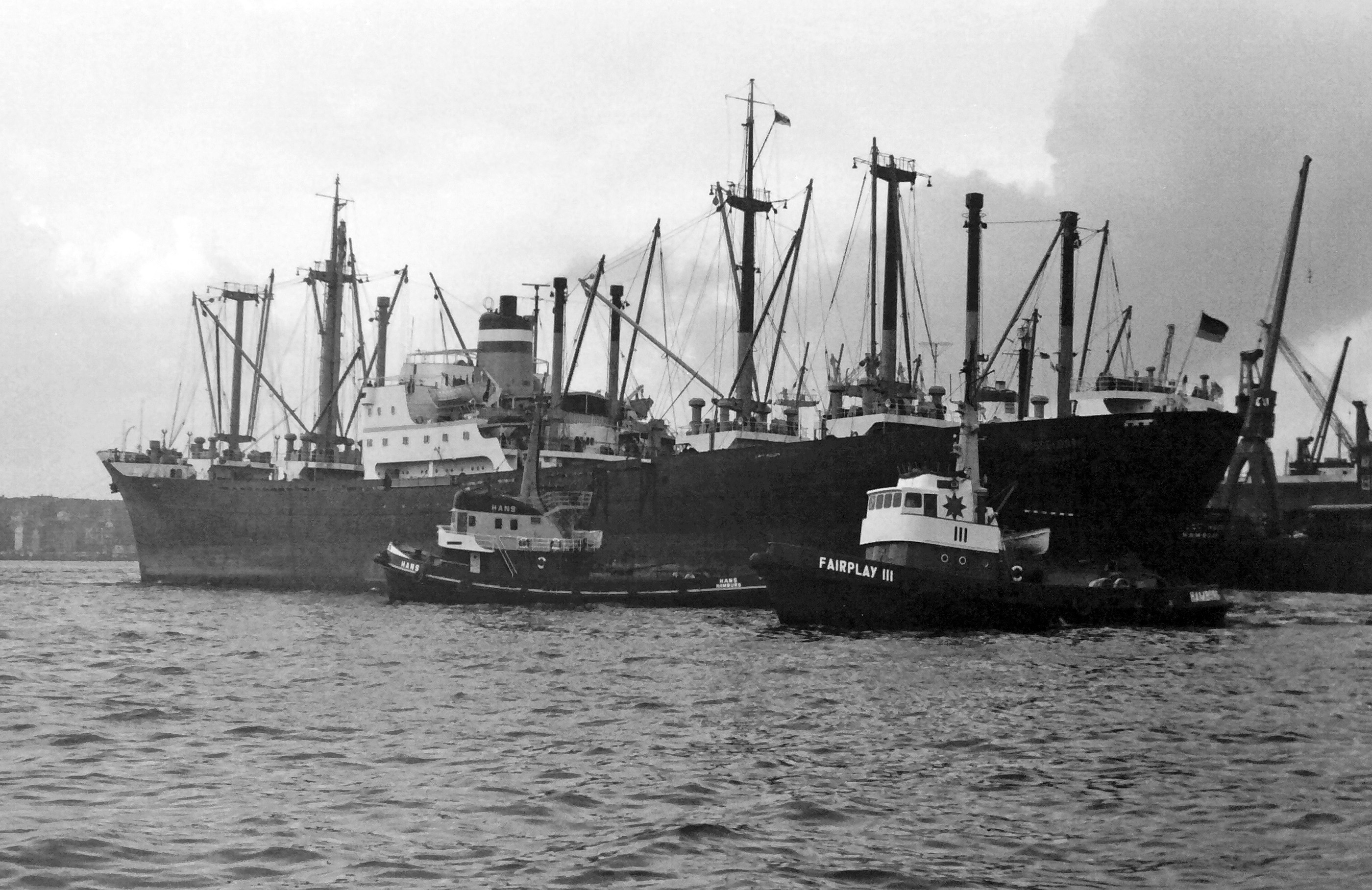
Düsseldorf 1969 im Hamburger Hafen

Die Braunschweig-Klasse war eine Baureihe von Frachtschiffen der Hamburg-Amerika-Linie (HAPAG). Mit den neun Schnellfrachtern knüpfte die HAPAG an den vor dem Zweiten Weltkrieg unterhaltenen Ostasien-Dienst an.

## Geschichte

### Bau
Nach der weitgehenden Lockerung der Schiffbaubeschränkungen des Potsdamer Abkommens baute die Hamburg-Amerika Linie ab 1950 ihre Frachtschiffsflotte erneut auf. 1952 bestellten HAPAG und Norddeutscher Lloyd gemeinsam größere und schnelle Turbinenschiffe für den Dienst nach Fernost. Neun Einheiten gingen an die HAPAG, von denen sechs, die Darmstadt, Dortmund, Düsseldorf, Braunschweig, Essen und Hoechst ausschließlich im Indonesien-Dienst eingesetzt wurden, die übrigen im Fernost-Dienst. Die Klasse wurde mit der im Zweiten Weltkrieg nicht zu Ende gebauten Mannheim komplettiert. Der Lloyd erhielt acht Schiffe. Die Schiffsklasse bestand aus drei verschiedenen Schiffstypen. Die ähnlich konzipierten aber in den Abmessungen etwas unterschiedlichen Frachtschiffe entstanden auf drei Werften. Am 1. Juni 1953 konnte die Reederei das erste Schiff, die Braunschweig von der Werft übernehmen, die somit auch Namensgeber der Klasse wurde. Gut ein Jahr darauf, am 21. Juni 1954 war die Baureihe komplett. Die Weserstein-Klasse des Norddeutschen Lloyd bestand aus Schwesterschiffen der Braunschweig-Klasse.

### Einsatz bei der HAPAG
Wie geplant, wurden die Schiffe auf den zwei längsten Routen der HAPAG, dem Ostasien-Dienst und der Indonesien-Fahrt, eingesetzt. Parallel dazu kamen die Schwesterschiffe der Weserstein-Klasse des Norddeutschen Lloyd im gemeinsam betriebenen Ostasien-Dienst zum Einsatz. Indonesien wurde vom Lloyd nicht bedient. Die Heidelberg wurde als Ausbildungsschiff der HAPAG genutzt und 1968 als erstes der Turbinenfrachtschiffe nach Griechenland veräußert. Ein Jahr darauf wurde die Ludwigshafen bei einer Kollision in der Straße von Singapur mit dem Shell-Tanker Hindisia so schwer beschädigt, dass sie in Singapur verschrottet wurde. Die restlichen Schiffe gingen 1970 bei der Fusion der HAPAG mit dem NDL in das gemeinsame Eigentum der neuen Hapag-Lloyd über und waren dort nur noch kurze Zeit in deren Dienste eingegliedert.

### Spätere Karriere
In den Jahren nach der Fusion veräußerte Hapag-Lloyd die Schiffe zügig an mehrere Reedereien. Nach dem Verkauf blieb der Großteil der Schiffe nur noch wenige Jahre in Fahrt – sie wurden in den Jahren 1972 bis 1979 abgebrochen.

## Technik
Alle Schiffe waren als herkömmliche Stückgutfrachter für die Linienfahrt ausgelegt. Sie besaßen ein durchlaufendes Hauptdeck mit Back und mittschiffs angeordnete Aufbauten mit unter dem Deckshaus liegender Maschinenanlage. Alle Schiffe waren als Volldecker vermessen. Drei Laderäume mit zwei bis drei Decks lagen vor dem Deckshaus und drei Laderäume mit zwei Decks achtern. Bemerkenswert waren die vielseitigen Ladungseinrichtungen. So waren die Schiffe mit rund 20 herkömmlichen Ladebäumen ausgestattet. Außerdem waren alle Schiffe mit einem 50-Tonnen-Schwergutbaum zur Übernahme von Schwergut ausgerüstet. Weitere Ladungseinrichtungen waren die im Vor- und Achterschiffsbereich unter den Trockenladeräumen angeordneten Ladetanks, die ausgehend von europäischen Häfen für Flüssig-Chemikalien genutzt wurden, heimkehrend von Indonesien vor allem für Kokos- und Palmöl und flüssiger Latex. Beim Bau waren die leistungsfähigen Antriebsanlagen mit ihren Getriebeturbinen ein herausstechendes Merkmal – sowohl bei der HAPAG, als auch beim NDL wurden die Schiffe oft kurz als „die Turbinenschiffe“ bezeichnete. Die bei der Deutschen Werft gebauten Schiffe erhielten AEG-Turbinen, diejenigen der Howaldtswerke BBC-Turbinen und die der Flenderwerke wurden durch Turbinen der Siemens-Schuckertwerke angetrieben.

## Die Schiffe
Jede der drei beteiligten Werften lieferte jeweils drei Schwesterschiffe an die HAPAG (und weitere baugleiche Schiffe an den NDL). Die Deutsche Werft lieferte drei Schiffe des Typ „Essen“, der die Braunschweig als namensgebendes Schiff der gesamten Klasse mit einschloss (drei gleiche Schiffe für den NDL). Dazu kam die schon im Zweiten Weltkrieg begonnene, dann aber zwischenzeitlich aufgelegte Mannheim, die die Deutsche Werft 1953 als Heidelberg fertiggestellte. Diese verfügte bei gleichen Grundabmessungen über etwas weniger Ladegeschirr sowie eine etwas höhere Tragfähigkeit. Von den Hamburger Howaldtswerke kamen drei Schiffe des Typ „Düsseldorf“ (drei gleiche Schiffe für den NDL). Das namensgebende Schiff Düsseldorf besaß einen auffällig schräger nach hinten auslaufenden Schornstein. Die Lübecker Flenderwerke steuerten drei Schiffe des Typ „Leipzig“ bei (zwei gleiche Schiffe für den NDL).
| Die Turbinenfrachtschiffe der Braunschweig-Klasse      | Die Turbinenfrachtschiffe der Braunschweig-Klasse | Die Turbinenfrachtschiffe der Braunschweig-Klasse | Die Turbinenfrachtschiffe der Braunschweig-Klasse | Die Turbinenfrachtschiffe der Braunschweig-Klasse | Die Turbinenfrachtschiffe der Braunschweig-Klasse | Die Turbinenfrachtschiffe der Braunschweig-Klasse |
| Name                                                   | Stapellauf                                        | Ablieferung                                       | IMO-Nummer                                        | Bauwerft / Baunummer                              | Vermessung                                        | Umbenennungen und Verbleib |
| ------------------------------------------------------ | ------------------------------------------------- | ------------------------------------------------- | ------------------------------------------------- | ------------------------------------------------- | ------------------------------------------------- | --- |
| Braunschweig                                           | 31. März 1953                                     | 1. Juni 1953                                      | 5050787                                           | Deutsche Werft/641                                | 6794 BRT                                          | 1971 Morias, ab 5. März 1975 Abbruch in Kaohsiung |
| Essen                                                  | 27. Juli 1953                                     | 26. September 1953                                | 5106598                                           | Deutsche Werft/652                                | 6794 BRT                                          | 1971 verkauft, 1977 Alamos, 1978 Essen, 1979 Platon, September 1979 Abbruch in Vinaroz                                                                                                 |
| Hoechst                                                | 29. Januar 1954                                   | 6. April 1954                                     | 5152016                                           | Deutsche Werft/666                                | 6794 BRT                                          | 1970 Göttingen, 1972 Salzachtal, 1973 Golden Trinity, ab 27. April 1979 Abbruch in Kaohsiung                                                                                           |
| Düsseldorf                                             | 30. Mai 1953                                      | 30. Juli 1953                                     | 5095189                                           | Howaldtswerke/877                                 | 6973 BRT                                          | 1971 Lady Clio, 27. Dezember 1974 Maschinenschaden im Roten Meer, ab 25. März 1975 Abbruch in Gadani                                                                                   |
| Darmstadt                                              | 3. April 1953                                     | 20. Mai 1953                                      | 5086566                                           | Howaldtswerke/882                                 | 6999 BRT                                          | 1972 Turbostar, 1973 Panarrange, am 18. Mai 1976 auf der Reise Rotterdam-Tripolis ausgebrannt, in Gibraltar zum Totalverlust erklärt und ab 17. April 1977 in Santander verschrottet   |
| Dortmund                                               | 15. Dezember 1953                                 | 11. November 1954                                 | 5093234                                           | Howaldtswerke/887                                 | 6998 BRT                                          | 1971 Inntal, 1973 Miguel, 1974 Tosca, 1975 Captain B, ab 25. September 1979 Abbruch in Split                                                                                           |
| Leverkusen                                             | 23. Juni 1953                                     | 9. September 1953                                 | 5207263                                           | Flenderwerke/434                                  | 6769 BRT                                          | 1970 Tübingen, 1970 Mainamati, am 17. August 1971 auf der Reise Baltimore-Karachi Maschinenraumbrand, in Bremen zum Totalverlust erklärt und ab 3. Februar 1972 in Bilbao verschrottet |
| Ludwigshafen                                           | 9. Dezember 1953                                  | 9. März 1954                                      |                                                   | Flenderwerke/440                                  | 6752 BRT                                          | am 2. Februar 1969 mit Shell-Tanker Hindisia kollidiert und ab 2. Mai 1969 in Hongkong verschrottet                                                                                    |
| Leipzig                                                | 16. März 1954                                     | 30. Juli 1953                                     | 5205669                                           | Flenderwerke/442                                  | 6745 BRT                                          | 1970 Harappa, ab Februar 1975 in Gadani verschrottet |
| Mannheim *                                             | 19. November 1942                                 | 9. März 1953                                      | 5145439                                           | Deutsche Werft/656                                | 9185 BRT                                          | 1953 Heidelberg, 1968 Eurystheus, 1968 Union Evelyn, 1969 Union Companion, 1973 Abbruch in Kaohsiung                                                                                   |
| * = Einzelschiff, aber innerhalb der Klasse eingesetzt |                                                   |                                                   |                                                   |                                                   |                                                   | |